# Shawnae Jebbia
Shawnae Jebbia (n. condado de Sonoma, California el 13 de septiembre de 1971) es una reina de belleza y modelo de los Estados Unidos, y ganadora del Miss USA 1998 y representó a los Estados Unidos en Miss Universo 1998 clasificando al top 5.